# Asi
Asi (staronordijski: áss, množina: æsir; ženski rod: ásynja, množina: ásynjur), jedan od dva glavna klana bogova u skandinavskoj mitologiji. Drugi klan su Vani. Asi su ratnici, za razliku od Vana koje se veže uz plodnost, mudrost i predviđanje budućnosti. Asi su dugo ratovali s Vanima, dok se oba klana nisu umorila od ratovanja. Odlučili su sklopiti mir i razmijeniti bogove kao zalog mira. Vani su Asima poslali Njorda i njegovu djecu, Freyra i Freyju, a Asi su Vanima poslali Henira i Mimira.

## Bogovi Asa
- Odin, često zvan i Sveotac, najstariji i najmoćniji od bogova. Bog mudrosti i rata. Uvijek ga prate dva gavrana, Huginn i Muninn i dva vuka, Geri i Frekki. Oženjen je božicom Frigg. Stoluje u Asgardu, u dvorani Valaskjalf, gdje sa svog prijestolja Hlidskjalfa može vidjeti čitav svemir i sve što se događa u devet svjetova. Posjeduje osmonogog konja Sleipnira, čudesno koplje Gungnir koje nikad ne promašuje cilj i zlatni prsten Draupnir koji svake devete noći proizvede još osam takvih prstenova. Odin je devet dana i noći visio na Stablu svjetova Yggdrasilu proboden vlastitim kopljem Gungnirom da bi zaslužio poznavanje runa i devet moćnih čarolija. Također je žrtvovao jedno oko da bi pio iz Mimirovog zdenca mudrosti (ne treba ga miješati s Mimirom kojeg su Asi poslali Vanima). U Ragnaroku proždrijet će ga vuk Fenrir. Njegovo ime znači "bijes."
- Vili (Lodur), brat Odina i Vea, s kojima je od tijela ledenog diva Ymira načinio svijet. Ime mu znači "volja".
- Ve (Henir),  brat Odina i Vilija, s kojima je od tijela ledenog diva Ymira načinio svijet. Ime mu znači "sveta cjelina".
- Thor, bog groma, munje i oluje, ali također i snage, liječenja i plodnosti. Nakon Odina najmoćniji bog i njegov najstariji sin. Njegov zaštitni znak je čudesni čekić Mjollnir kojeg ne može podići nitko osim njega i njegovog sina Modija. Oženjen je božicom Sif. U Ragnaroku će ubiti divovsku zmiju Jormungand, ali će i sam podleći njezinom otrovu.
- Njord, bog mora, pomorstva, ribarstva, vjetra i bogatstva. Zapravo je iz roda Vana i među Ase je došao razmjenom na kraju rata. Otac je Freyra i Freyje. Neko vrijeme bio je oženjen divicom Skadi. Živi u Noatunu.
- Freyr, bog sunca, plodnosti i obilja. Zapravo je iz roda Vana i među Ase je došao razmjenom na kraju rata. Njordov je sin i brat božice Freyje. Od bogova je na poklon dobio zemlju svijetlih vilenjaka Alfheim. Jaše na Gullinburstiju, vepru kojeg su načinili patuljci Sinovi Ivaldija. Patuljak Eitri mu je načinio brod Skidbladnir, koji je dovoljno velik da svi bogovi mogu ploviti na njemu zajedno s oružjem, čim razvije jedra nalazi povoljan vjetar i uvijek dođe na odredište, a kad nije potreban na moru, može se složiti poput maramice i staviti u džep. Imao je i čarobni mač koji se sam bori protiv divova, ali ga se odrekao zbog ljubavi prema divici Gerd. Zato će ga u Ragnaroku ubiti vatreni div Surt.
- Bragi, bog poezije i govorništva. Sin Odina i Gunnlög, kćeri diva Suttunga.  Njegova žena je Idun.
- Baldr, sin Odina i Frigg, najomiljeniji među bogovima. Nenamjerno ga je ubio slijepi bog Hodr, kao žrtva Lokijeve prijevare. Njegova žena bila je Nanna s kojom je imao sina Forsetija.
- Heimdall, čuvar Bifrosta, Duginog mosta koji spaja Asgard i Midgard. Također ga zovu i "bijeli bog". Sin je devet majki koje su jedna drugoj sestre. Ima nevjerojatan vid i sluh - podjednako vidi i noću i danju i to na daljinu od 100 milja, i može čuti kako raste trava. Označit će početak Ragnaroka pušući u svoj rog Gyallarhorn. U Ragnaroku borit će se s Lokijem, ali niti jedan neće preživjeti borbu.
- Hodr, bog zime. Nenamjerno ubio svog brata Baldra, najomiljenijeg među bogovima.
- Tyr, jednoruki bog rata, ali također i hrabrosti, pravde i zakona. Ruku mu je odgrizao divovski vuk Fenrir kad su ga bogovi na prijevaru svezali i zarobili. U Ragnaroku borit će se s čudovišnim psom Garmom i u toj borbi će ubiti jedan drugog.
- Vidar, bog osvete, sin Odina i divice Grid. Osvetit će očevu smrt time što će u Ragnaroku ubiti vuka Fenrira.
- Vali, sin Odina i divice Rind. Rođen je s jedinom svrhom da ubije Hodra, ubojicu svog brata Baldra. Potpuno je odrastao za jedan dan i ubio Hodra. Vali će preživjeti Ragnarok.
- Ullr, bog pravde, lova i dvoboja. Živi u Ydaliru, u Asgardu. Odličan je strijelac i ljude je naučio skijanju. Izumitelj je krplji.
- Forseti, bog pravde i pomirbe, sin Baldra i Nanne. Stanuje u Glitniru, u Asgardu, u kojemu je stolovao njegov otac Baldr. On je sudac i često odlučuje sporove ljudi i bogova, a svi koji dođu pred njega zatražiti presudu u sporu odu pomireni.
- Hermod, Odinov sin, najbolji jahač među bogovima. Otišao je u kraljevstvo mrtvih da bi od Hel izmolio povratak boga Baldra u svijet živih.
- Mimir, čuven po svom znanju i mudrosti. Poslan Vanima po završetku rata između Asa i Vana. Nakon što su mu Vani odrubili glavu, Odin ju je svuda nosio sa sobom, a ona mu je davala savjete.
- Magni, sin Thora i divice Jarnsaxe. Ime mu znači "snažni". Jedini osim Thora može podići očev čekić Mjollnir, kojeg će s polubratom Modijem naslijediti nakon Ragnaroka.
- Modi, sin Thora i Sif. Ime mu znači "ljutiti". Zajedno s polubratom Magnijem preživjet će Ragnarok i naslijediti očev čekić Mjollnir.
- Loki je bog prijevare živi u Asgardu i broji se u Ase iako zapravo nije As nego div. Sin je diva Farbautija i divice Laufej. Bogovi ga zovu „počiniteljem svih laži i spletki" i može se pretvoriti u životinje. Međutim, koliko god zna bogovima načiniti nevolja, toliko ih svojom lukavošću zna i spasiti. S božicom Sygin ima sinove Narvija i Valija, a s divicom Angrbodom tri čudovišna potomka: divovskog vuka Fenrira, zmiju Jormungand koja je toliko velika da je obujmila svijet i vladaricu svijeta mrtvih Hel. U obličju kobile, oždrijebio je Odinovog osmonogog konja Sleipnira. U Ragnaroku povest će vojsku divova u ratu protiv bogova. Usmrtit će Heimdalla, ali će pritom i sam poginuti.

## Božice Asa
- Frigg, božica ljubavi, braka, plodnosti i majčinstva. Odinova je žena i glavna među božicama. Njezin sin je Baldr. Može predvidjeti budućnost, ali je nikome ne otkriva. Jedino je njoj dopušteno sjesti na Odinovo prijestolje i promatrati svijet. Dom joj je Fensalir u Asgardu. Njezino ime znači „voljena“.
- Sif, zaštitinica žetve, zlatkosa žena boga Thora. Njihov sin je bog Ullr.
- Idun, čuvarica jabuka vječne mladosti, žena boga Bragija. Nezamjenjiva je u Asgardu, jer kad ostare, bogovi jedu njezine jabuke koje im vraćaju mladost. Njezino ime znači „vječno mlada.“
- Nanna, Baldrova žena. Nakon Baldrove pogibije, umire od tuge i u Helu je ponovo spojena s Baldrom.
- Gefjon, božica ratarstva i oranja, zaštitnica umrlih djevica.
- Fulla, Friggina družica i povjerenica. Čuva kutiju s Frigginom obućom. Nijedan bog ili božica, koliko god moćni bili, ne mogu vidjeti Friggu u Fensaliru bez njezinog dopuštenja.

## Vanjske poveznice
- Pantheon.org  Arhivirana inačica izvorne stranice od 28. prosinca 2013. (Wayback Machine)
- Norse-mythology.org
- viking-mythology.com
- timelessmyths.com  Arhivirana inačica izvorne stranice od 3. ožujka 2018. (Wayback Machine)
- Philip Wilkinson, Mitovi i legende, slikovni vodič kroz njihovo podrijetlo i značenje.Profil. ISBN 978-953-313-094-1.